# Kornel Saláta
Kornel Saláta, (Kamenica nad Hronom, 24 de janeiro de 1985), é um futebolista eslovaco que atua como zagueiro. Atualmente, joga pelo Slovan Bratislava.

## Carreira
Salata fez parte do elenco da Seleção Eslovaca de Futebol da Copa de 2010 e da Eurocopa de 2016.

## Títulos

### Artmedia
- Campeonato Eslovaco de Futebol: 2007–08
- Copa da Eslováquia: 2007–08

### Slovan Bratislava
- Copa da Eslováquia: 2009–10
- Super Copa da Eslováquia: 2009